# Sonic Eraser
Sonic Eraser is een puzzel/videospel ontwikkeld door Sega voor eigenaars van de Sega Meganet, een modem voor de Sega Megadrive in Japan. Hoewel het spel technisch gezien tot de Sonic the Hedgehog-serie behoort, is er maar weinig dat het spel koppelt aan de rest van de franchise.
Daar de Meganet Modem nooit wereldwijd is uitgebracht was het spel enkel in Japan verkrijgbaar. Het spel staat tegenwoordig op Sega's B-Club download service.

## Gameplay modes
Het spel kent vier gameplaymodes:
- Round Mode: dit is een puzzelmode bestaande uit tien levels. Elk level bevat een aantal voorwerpen waarvan sommigen een normale vorm hebben, maar anderen een kronkelige vorm. Doel is om ze allemaal weg te werken in drie minuten door de juiste figuren bij elkaar te zoeken.
- Normal Mode: dit is de standaard mode waarin men zonder tijdlimiet kan spelen.
- Doubt Mode: hierin komen nooit witte vierkanten uit de lucht vallen. In plaats daarvan veranderen alle andere voorwerpen in witte vierkanten zodra ze de grond raken.
- Block Mode: deze mode negeert alle wetten van de zwaartekracht. Men moet de voorwerpen opstapelen om zo hoog mogelijke constructies te bouwen.